# Wassonite
Wassonite é um raro mineral descoberto num meteorito recolhido da Antártida em 1969, denominado Yamato 691, de 4,5 milhões de anos. Seu nome é em homenagem a John T. Wasson, professor da Universidade da Califórnia em Los Angeles. É formado por enxofre e titânio em estrutura de cristal.